# Strohgäu

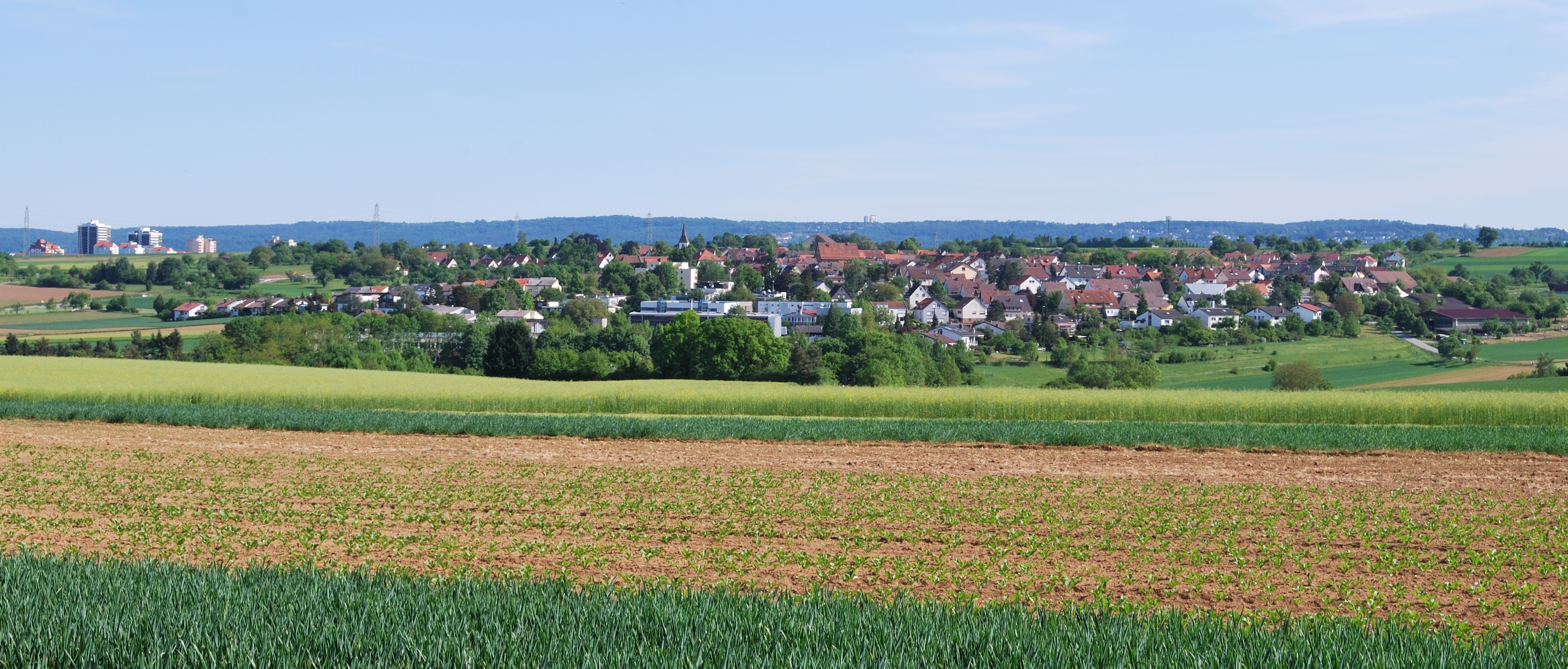
Typisches Strohgäu-Panorama bei Schöckingen

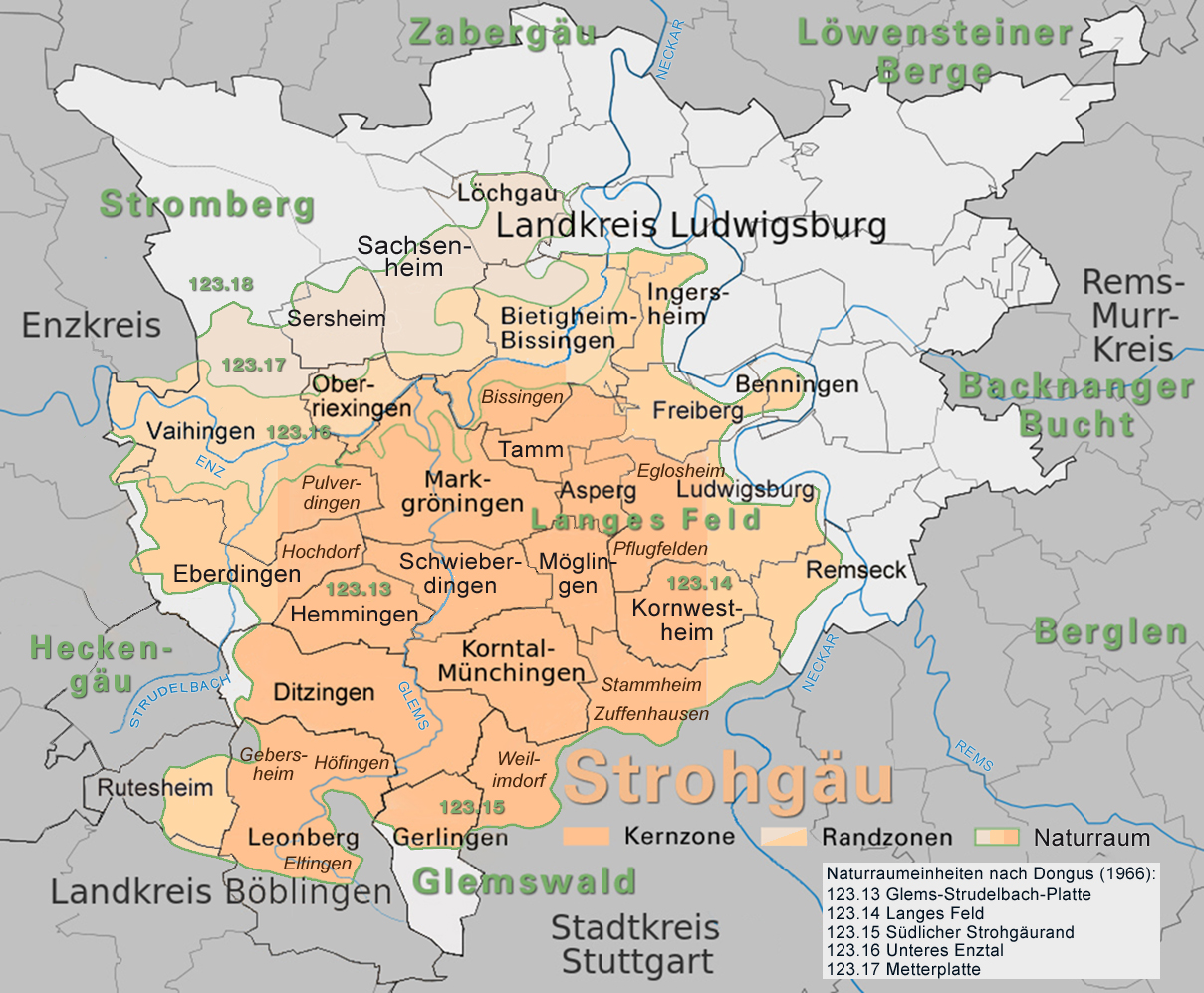
Überlieferte Kernzone des Strohgäus und aus geographischer Sicht einzubeziehende Randbereiche. Diese bilden mit der Kernzone einen homogenen Naturraum im Südwesten des Neckarbeckens. Die grünen Linien markieren die Grenzen der Naturraumeinheiten 123.13 bis 123.17

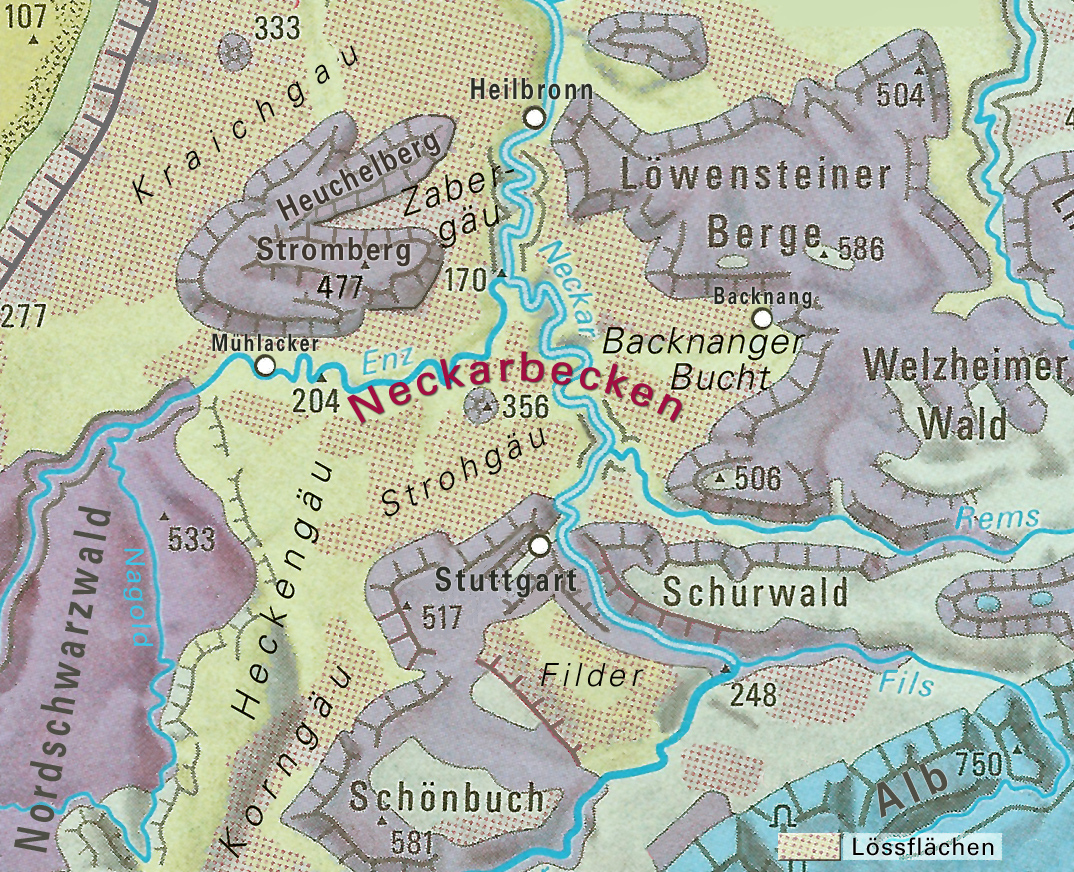
Gäuflächen und Neckarbecken in der Schichtstufenlandschaft

Das Strohgäu (von Gäu bzw. vom mittelhochdeutschen göu für eine Gegend – und Stroh für Getreideanbau) ist eine zum Neckarbecken zählende Gäulandschaft in Baden-Württemberg, die auch Unteres Gäu genannt wird. Es ist eines der vier baden-württembergischen Gäue.
Die Kernzone des Strohgäus entspricht in etwa dem ehemaligen Glemsgau.

## Geographie

### Lage und Abgrenzung
Nach der Einteilung des Handbuchs der naturräumlichen Gliederung Deutschlands gehört das Strohgäu zur naturräumlichen Haupteinheit der Neckar- und Tauber-Gäuplatten und ist Teil des Neckarbeckens, einer lössbedeckten und durch Flusstäler eingeschnittenen Hochfläche im Zentrum des württembergischen Unterlands. Es liegt großteils im Landkreis Ludwigsburg und tangiert den Stadtkreis Stuttgart bei Mühlhausen, Zazenhausen, Zuffenhausen, Stammheim und Weilimdorf sowie den Landkreis Böblingen bei Leonberg (Höfingen, Gebersheim und Eltingen) und Rutesheim. Gemäß der Überlieferung wird das Strohgäu im Osten in etwa vom Neckartal, im Süden von den Keuperhöhen um Stuttgart und Leonberg begrenzt. Im Westen grenzt es an das ab dem Strudelbachtal beginnende Heckengäu und im Norden an das Enztal. Von den Strudelbachgemeinden Eberdingen und Enzweihingen zählen insofern nur die ehemaligen Markungen von Hochdorf an der Enz und Pulverdingen bzw. dem Leinfelder Hof im Osten dazu.
Im Nordosten und Südwesten sind die Grenzen des überlieferten „Kulturraums“ Strohgäu nicht klar umrissen. Obwohl es zu den rechts der Enz gelegenen Flächen von Bietigheim und zu den Markungen von Freiberg am Neckar, Ingersheim und Benningen am Neckar keine naturräumliche Grenze gibt, werden diese Lössebenen meist nicht und von Ludwigsburg oft nur die ehemaligen Markungen von Eglosheim und Pflugfelden einbezogen – unter Ausschluss der Markungen von Hoheneck und Oßweil sowie von Neckargröningen und Aldingen. Im Südwesten werden Höfingen und Gebersheim unbestritten hinzugezählt, bei der Leonberger Kernstadt, Eltingen und insbesondere bei Rutesheim scheiden sich wiederum die Geister (siehe Karte).
Aus physisch-geographischer Sicht zählen diese und weitere Orte im Norden hingegen allesamt zum Strohgäu. Folgende naturräumlichen Einheiten des Neckarbeckens (Nr. 123) bilden dessen Kernzone:
- 123.13 Glems-Strudelbach-Platte
- 123.14 Langes Feld
- 123.15 Südlicher Strohgäurand

Zur nördlichen Randzone zählen:
- 123.16 Unteres Enztal (nur östlich Strudelbach, s. o.)[4]
- 123.17 Metterplatte[6]
- 123.18 Südliches Strombergvorland (umstritten, wird meist zum Stromberg gezählt)

Zusammen mit dem Teil des Heckengäus (nördlich der A 8), den das Handbuch der naturräumlichen Gliederung Deutschlands nicht zu den Oberen Gäuen (oder auch Schwarzwald-Randplatten – 150) zählt (vgl. Heckengäu#Naturräumliche Systematik), bildet das Strohgäu also die Einheit 123.1 Südwestliches Neckarbecken.

### Grünes Strohgäu
Im Februar 1999 haben sich die Kommunen Asperg, Ditzingen, Gerlingen, Hemmingen, Korntal-Münchingen, Leonberg, Markgröningen, Möglingen, Schwieberdingen und der Landkreis Ludwigsburg zur Arbeitsgemeinschaft „Grünes Strohgäu“ zusammengeschlossen, die sich im Dialog mit dem Bauernverband Heilbronn-Ludwigsburg für Belange des Naturschutzes, der Direktvermarktung und der Naherholung einsetzen will. Die Gemeinde Eberdingen ist im Oktober 2001 beigetreten.
Bisher wurden unter anderem der rund 40 km lange „Glemsmühlenweg“ und der rund 30 km lange „Keltenweg“ eingerichtet. Mit Mostprämierungen sollte der Most wieder in aller Munde gebracht, die Direktvermarktung gefördert und gezeigt werden, „wie wichtig Streuobstwiesen für viele Tier- und Pflanzenarten sind“. Bei Hemmingen wurde ein Amphibientunnel erstellt. In jüngster Zeit war von dem Arbeitskreis nichts mehr zu hören.

### Geologie und Klima
Nach geologischen, klimatischen und geomorphologischen Gesichtspunkten sind die in der Karte heller ausgewiesenen Randbereiche ebenso hinzuzuzählen wie die Lössflächen auf Lettenkeuper und Muschelkalk zwischen Enztal und Stromberg, die nördlich bei Erligheim ins Zabergäu übergehen. Zu diesem Randbereich zählen aus naturräumlicher Sicht die Nussdorfer Lössplatte, die südlichen Teile der Vaihinger und der Sersheimer Markung, von Sachsenheim nur die ehemaligen Markungen von Groß- und Kleinsachsenheim sowie Metterzimmern, Löchgau und Teile Besigheims.
Das Plateau des Strohgäus liegt auf einer mittleren Höhe von rund 300 m und ist großteils von Löss bedeckt, der zur Bildung von ertragsstarken Schwarz- und Parabraunerden führte. Die Lössschichten sind besonders auf dem Langen Feld mächtig und nehmen in Richtung der Randzonen ab. Wo darunter Lettenkeuper ansteht, bilden die kleineren Fließgewässer wie der Leudelsbach Talmulden aus; wo der Muschelkalk ansteht, haben Strudelbach, Glems, Enz und Neckar steile und windungsreiche Täler geformt. Als Störer wirkt der 356 Meter hohe Hohenasperg, ein durch Reliefumkehr entstandener Zeugenberg des umliegenden Keuperberglands.
Das Strohgäu zeichnet sich klimatisch durch eine hohe Sonnenscheindauer, hohe Durchschnittstemperaturen und geringe Niederschlagsmengen aus. Die Entwässerung erfolgt über Strudelbach, Glems, Leudelsbach, Metter, Enz und Neckar. Die Glems durchzieht das Strohgäu von Süden nach Norden und teilt es in einen westlichen und östlichen Bereich. Die nicht von Tälern zerschnittene Ebene zwischen Glems- und Neckartal wird auch Langes Feld genannt.
Zusammen mit Hecken-, Korn- und Zabergäu bildet es das baden-württembergische Gäu.

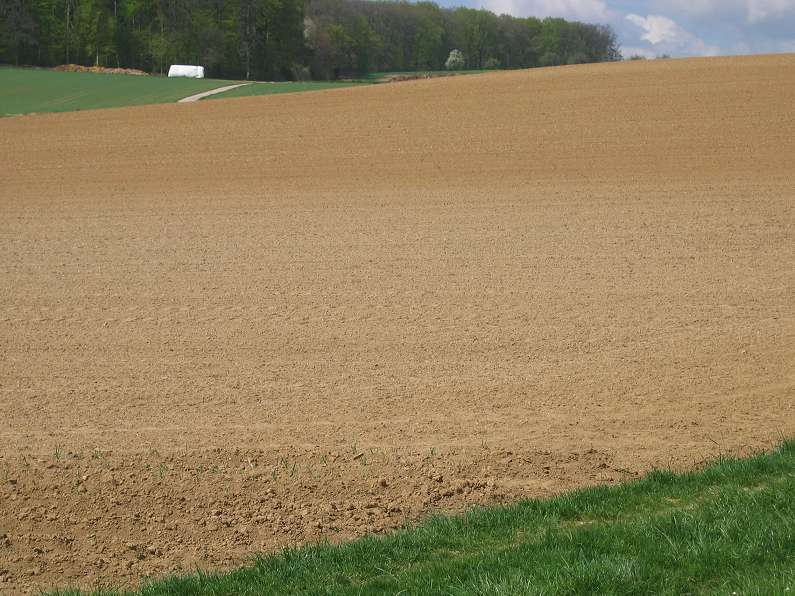
Acker mit Parabraunerde aus Löss

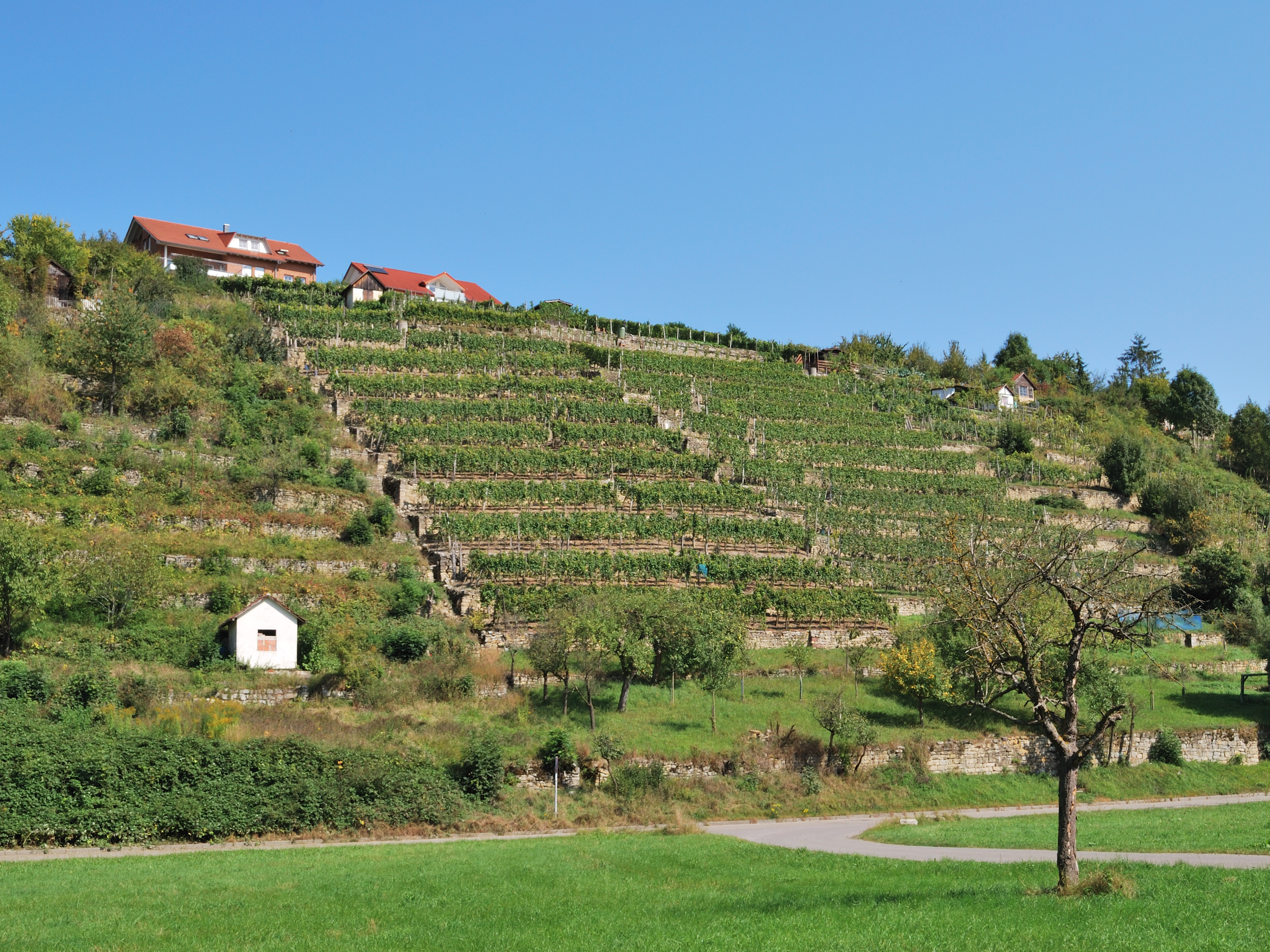
Weinberge im Glemstal

### Altsiedelland
Wegen seiner sehr fruchtbaren Lössböden und seiner Klimagunst wurde das Lange Feld bereits in der Jungsteinzeit ackerbaulich genutzt, fast komplett gerodet und im Mittelalter als Paradies auf Erden bezeichnet. Die sonnenexponierten steilen Talhänge von Glems, Leudelsbach, Enz, Metter und Neckar wurden wie der Südhang des Aspergs schon früh für den Weinbau kultiviert.
Bis nach der alemannischen Landnahme herrschte Streusiedlung für ortsnahe Bewirtschaftung vor. Bedingt durch politische Faktoren und Seuchen unterlag die Besiedlung ab dem Hochmittelalter einem fortschreitenden Konzentrationsprozess, der zahlreiche Wüstungen zur Folge hatte.
Zentraler Ort war vom frühen Mittelalter bis ins 18. Jahrhundert die ehemalige Reichsstadt und württembergische Amtsstadt Grüningen (heute Markgröningen), deren Amtsbezirk zeitweise mit der Kernzone des Strohgäus und dem historischen Herrschaftsbezirk des Glemsgaus weitgehend übereinstimmte und deren Kirchensprengel erst die westliche und dann die östliche Hälfte abdeckte. Deshalb wurde die doppeltürmige Bartholomäuskirche in Grüningen als geistliches Zentrum im Speyrer Landkapitel Grüningen auch als „Strohgäu-Dom“ bezeichnet.
Siehe auch: Liste der Orte im Strohgäu mit Ortsteilen und abgegangenen Siedlungen

### Verkehr

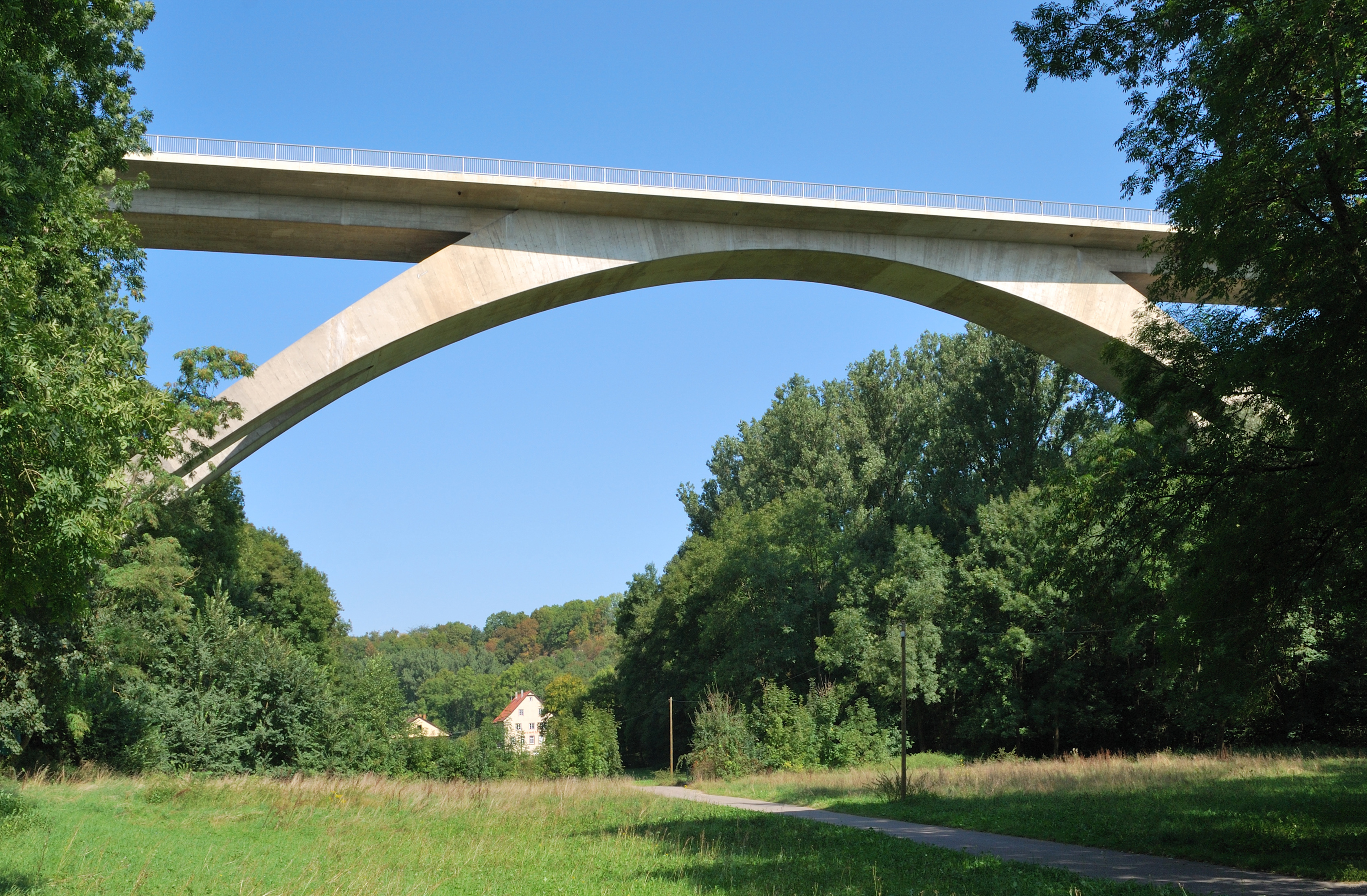
Glemstalviadukt der B 10 bei Schwieberdingen

#### Fernstraßen
Das Strohgäu hatte von Alters her gute Verkehrsverbindungen. Hier kreuzten sich drei wichtige Fernstraßen, die über weite Strecken bereits seit römischer Zeit bestanden:
- Die heutige Bundesstraße 10 führte von Flandern bis ans Schwarze Meer und zweigte bei Augsburg nach Italien ab, erlangte im Spätmittelalter große Bedeutung als Handelsweg und zählte im 16. Jahrhundert zu den ersten Postrouten.
- Die heutige Bundesstraße 27 führte als Süd-Nord-Verbindung von der Schweiz nach Heilbronn und darüber hinaus.
- Die dritte historische Fernstraße verlief im Remstal entlang des Limes und führte dann von Waiblingen über Markgröningen weiter nach Straßburg.

In jüngerer Zeit kamen die heutige Bundesstraße 295 von Calw über Leonberg nach Stuttgart und im Dritten Reich schließlich die beiden Autobahnen A 8 und A 81 hinzu.

#### Bahnstrecken

Bahnstrecken im Strohgäu (ohne SSB-Linien)

Als eine der ersten württembergischen Bahnstrecken wurde im 19. Jahrhundert die Verbindung Stuttgart-Ludwigsburg hergestellt. Später erfolgte der Bau der Westbahn von Bietigheim nach Mühlacker, der Schwarzwaldbahn von Stuttgart über Ditzingen und Leonberg nach Calw und der Schusterbahn von Kornwestheim nach Cannstatt. In Kornwestheim entstand ein bedeutender Güter- und Rangierbahnhof mit Container-Terminal und mittlerweile stillgelegter Verladestation für den Autoreisezugverkehr.
Seit 1906 fährt die Strohgäubahn, eine eingleisige normalspurige private Stichbahn, von Korntal nach Weissach, seit  mehreren Jahren nur bis Heimerdingen. Sie hat eine Länge von ca. 17 km. Im Kursbuch ist sie die Strecke 790.7, im Verkehrs- und Tarifverbund Stuttgart (VVS) die Regionalbahn RB47. Die Frankenbahn (Stuttgart-Würzburg) und die S-Bahn S5 (Stuttgart-Bietigheim) verlaufen teilweise auf derselben Strecke. Im Süden fährt die Schwarzwaldbahn (Württemberg).
Die Bahnstrecke Ludwigsburg–Markgröningen erschloss seit 1916 den ehemaligen Hauptort des Strohgäus und wurde 1975 im Personenverkehr stillgelegt. Bis 2003 gab es noch Güterverkehr und zum Schäferlauf einmal im Jahr Sonderfahrten auf dieser Strecke. Ursprünglich sollte sie mit der von Kleinglattbach über Vaihingen/Stadt nach Enzweihingen führenden „Vaihinger Stadtbahn“ verknüpft werden. Diese von der WEG betriebene Stichbahn wurde 2002 ebenfalls stillgelegt.
Die 9,3 km lange Städtische Straßenbahn Feuerbach (SSF) war eine Überlandstraßenbahn in Württemberg, die in den Jahren 1926 bis 1933 von Feuerbach über Weilimdorf nach Gerlingen verkehrte. Nach der Übernahme durch die Stuttgarter Straßenbahnen (SSB) am 1. Januar 1934 wurde die Strecke in deren Netz integriert. Heute folgen die Stadtbahnlinien U6, U13 und U16 im oberirdischen Bereich größtenteils dem ehemaligen SSF-Linienverlauf.
Heute durchschneidet die Neubaustrecke Mannheim–Stuttgart das Strohgäu bzw. das Lange Feld. Einige Züge halten an dem 1991 fertiggestellten Bahnhof Vaihingen (Enz). Die Orte zwischen Vaihingen und Bietigheim-Bissingen sind an das Stadtbahnnetz des Karlsruher Verkehrsverbunds (KVV) angeschlossen.

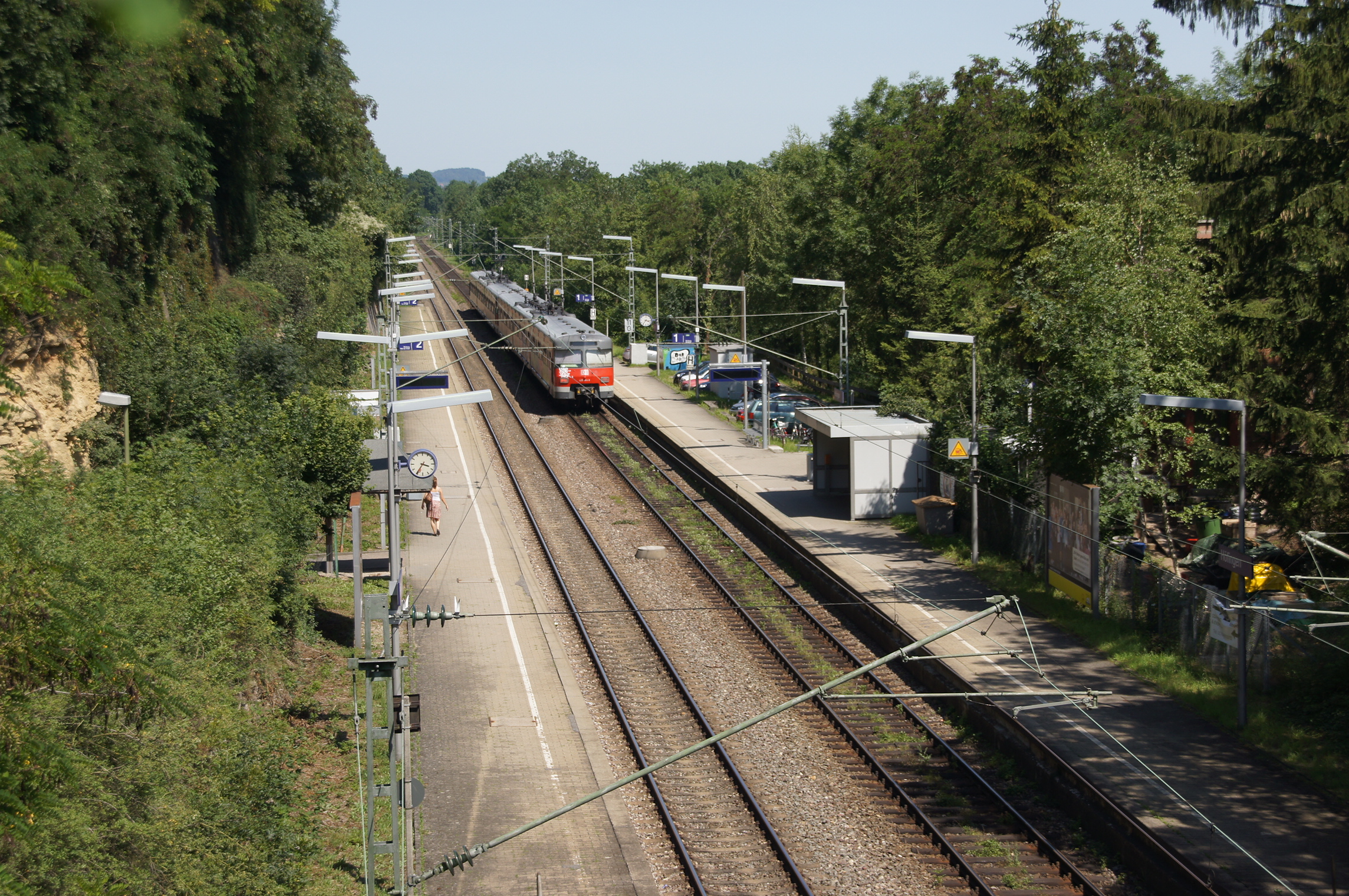
S-Bahn-Halt Höfingen
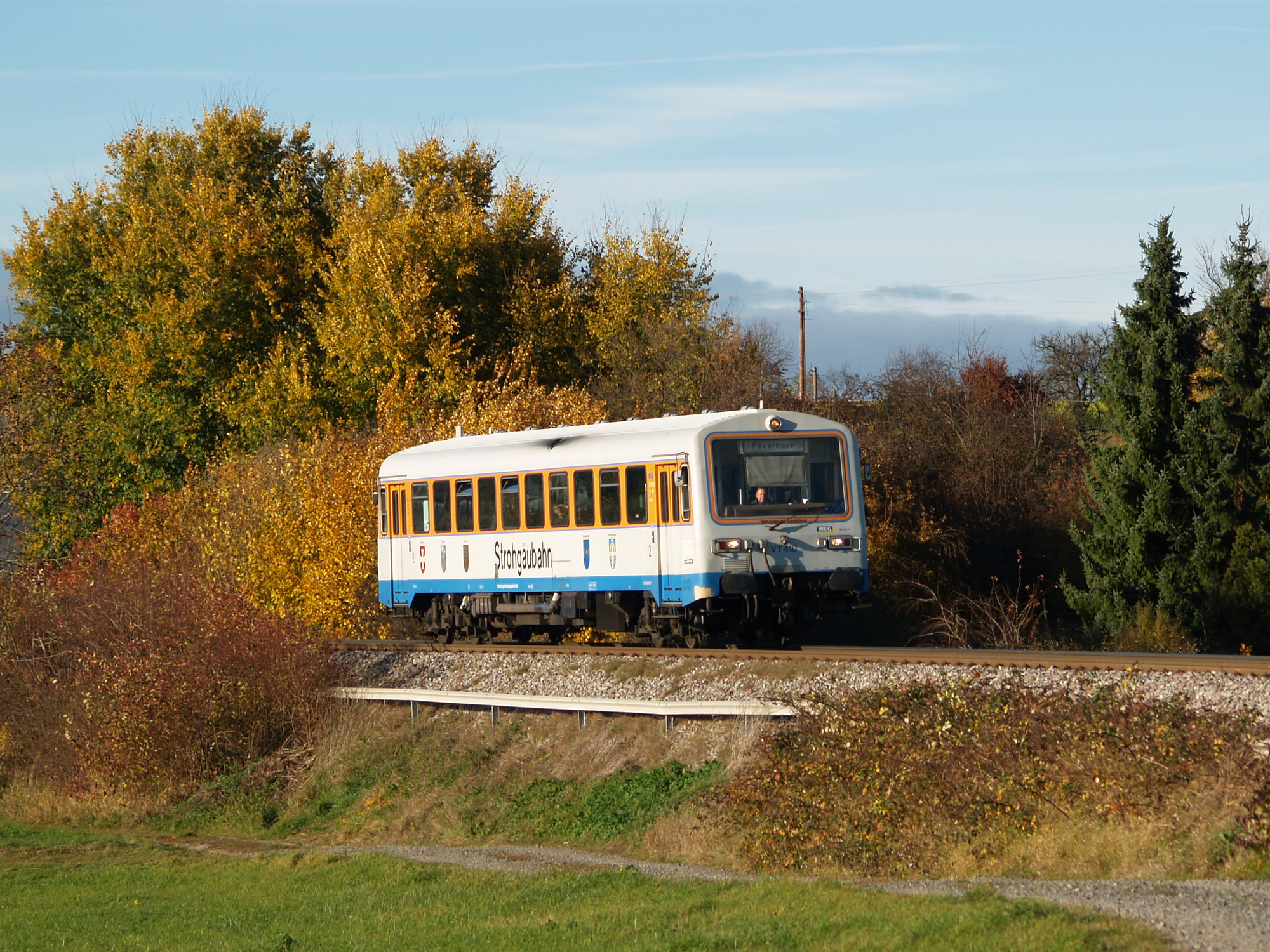
Strohgäubahn bei Korntal
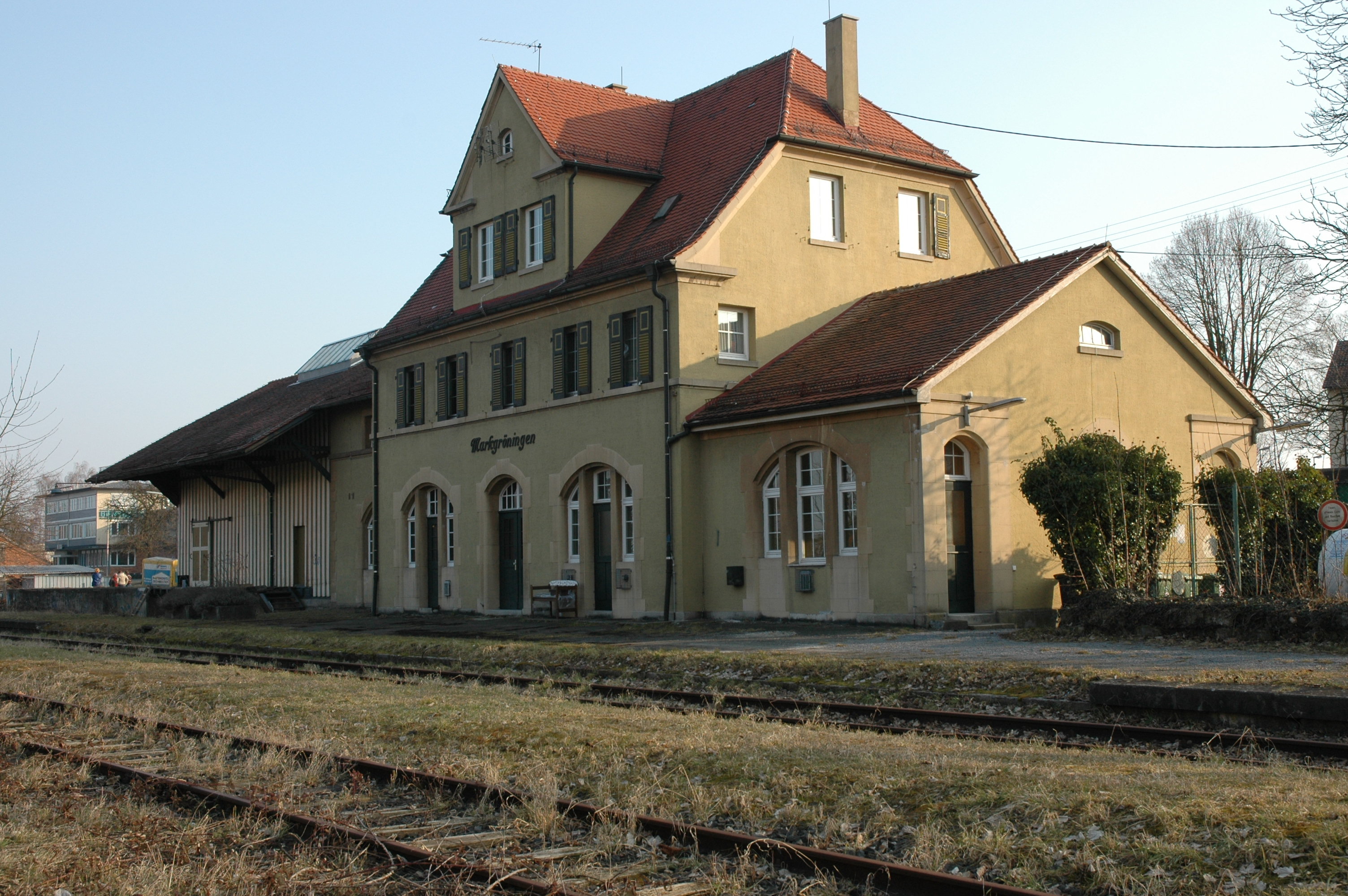
Stillgelegter Bahnhof in Markgröningen
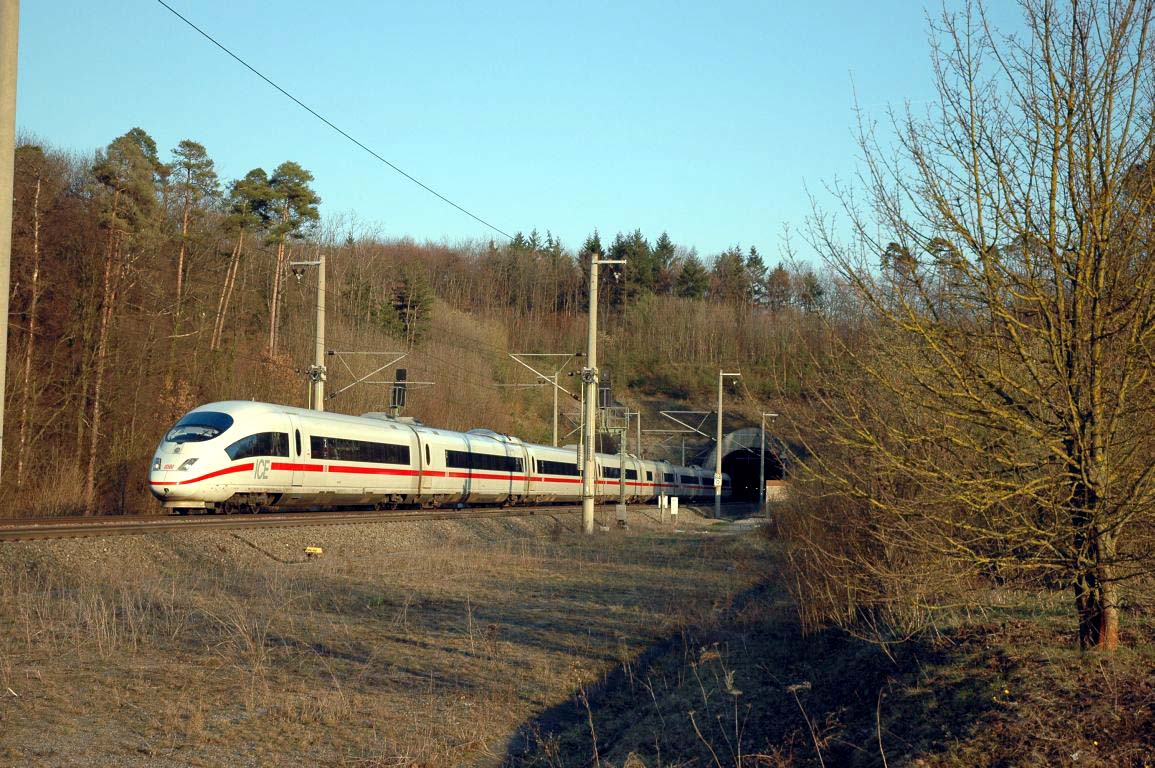
ICE 3 beim Pulverdinger Tunnel

Im öffentlichen Personennahverkehr (ÖPNV) ist das Strohgäu in den Verkehrs- und Tarifverbund Stuttgart (VVS) ein- und an den Verkehrsverbund Pforzheim-Enzkreis (VPE) angebunden:
- Flughafen/Messe – Stuttgart – Feuerbach – Gerlingen
- Fellbach-Bad Cannstatt-Feuerbach-Giebel
- S 4 Stuttgart–Ludwigsburg-Freiberg-Marbach am Neckar–Backnang
- S 5 Stuttgart–Ludwigsburg-Bietigheim
- S 6 Stuttgart–Leonberg–Weil der Stadt
- S 60 Stuttgart–Renningen–Böblingen
- Regionalbahn R61: Korntal–Münchingen–Schwieberdingen–Hemmingen–Heimerdingen–Weissach (Strohgäubahn)
- IC61 Nürnberg–Stuttgart-Karlsruhe mit Halt in Vaihingen an der Enz

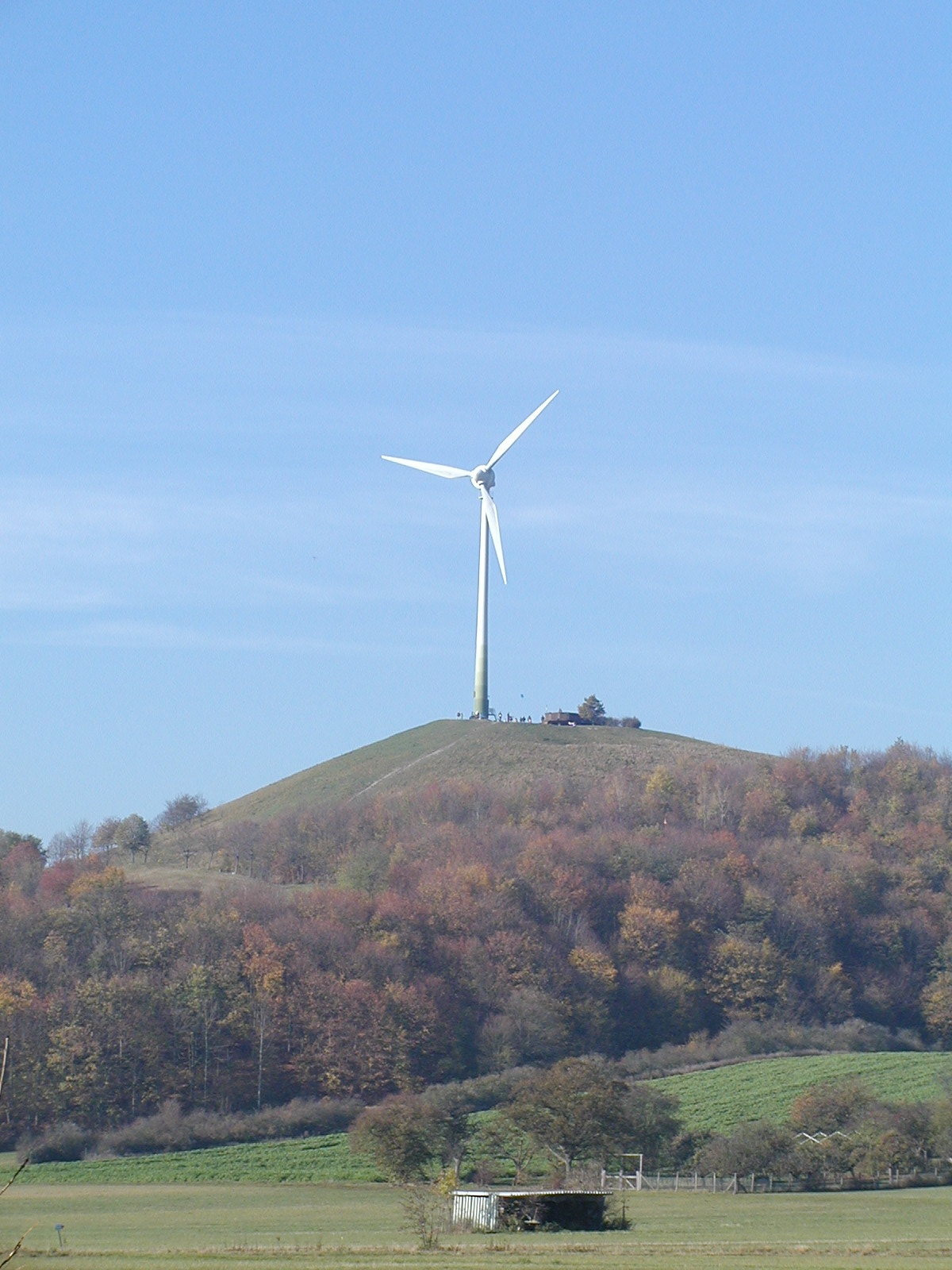
Windkraftanlage auf dem Grünen Heiner

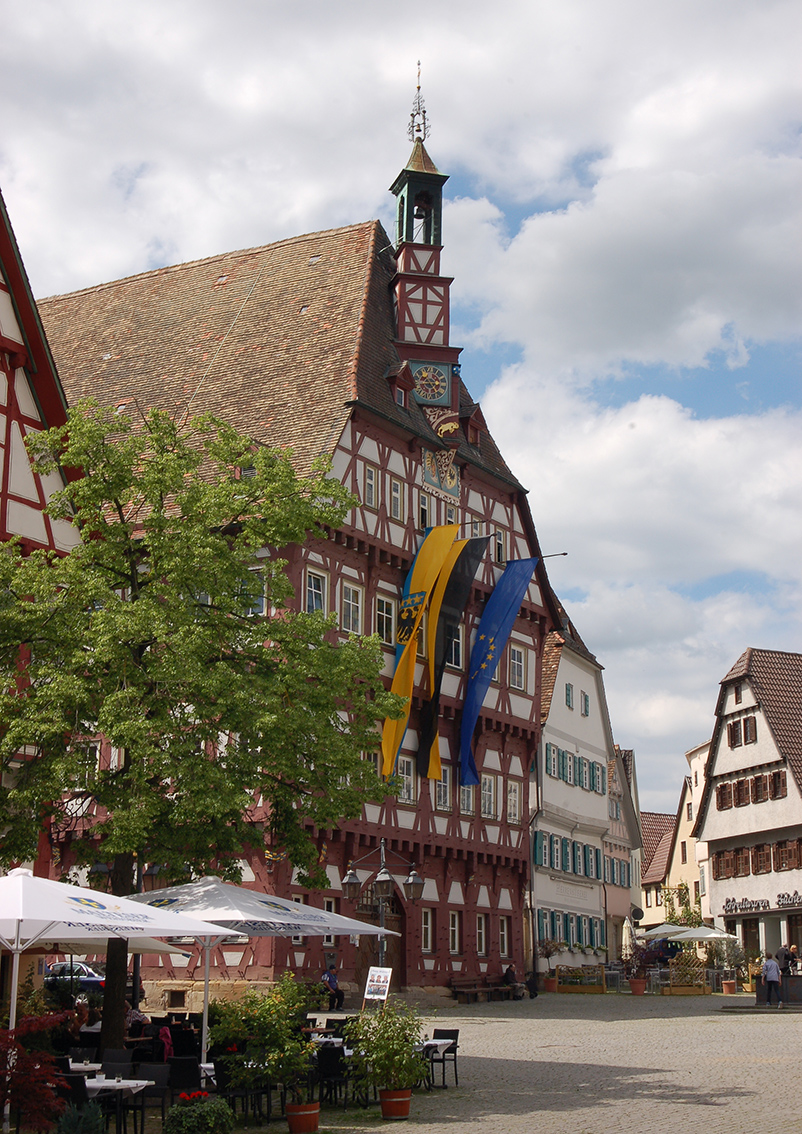
Rathaus Markgröningen

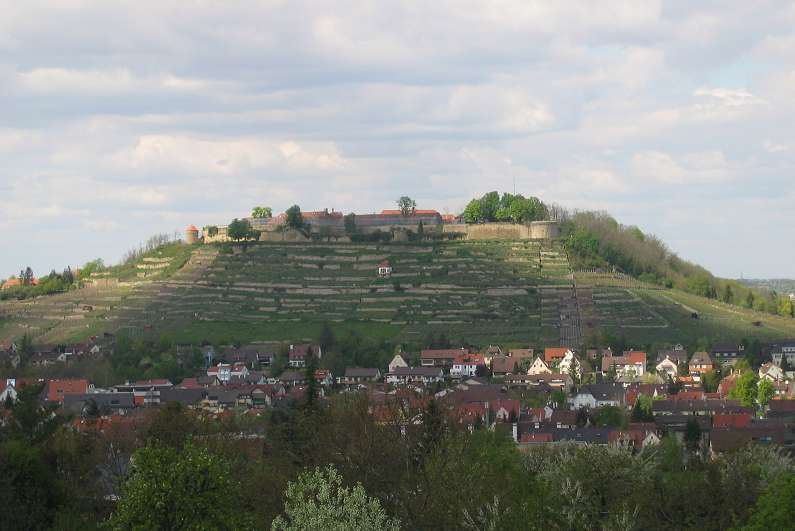
Festung Hohenasperg

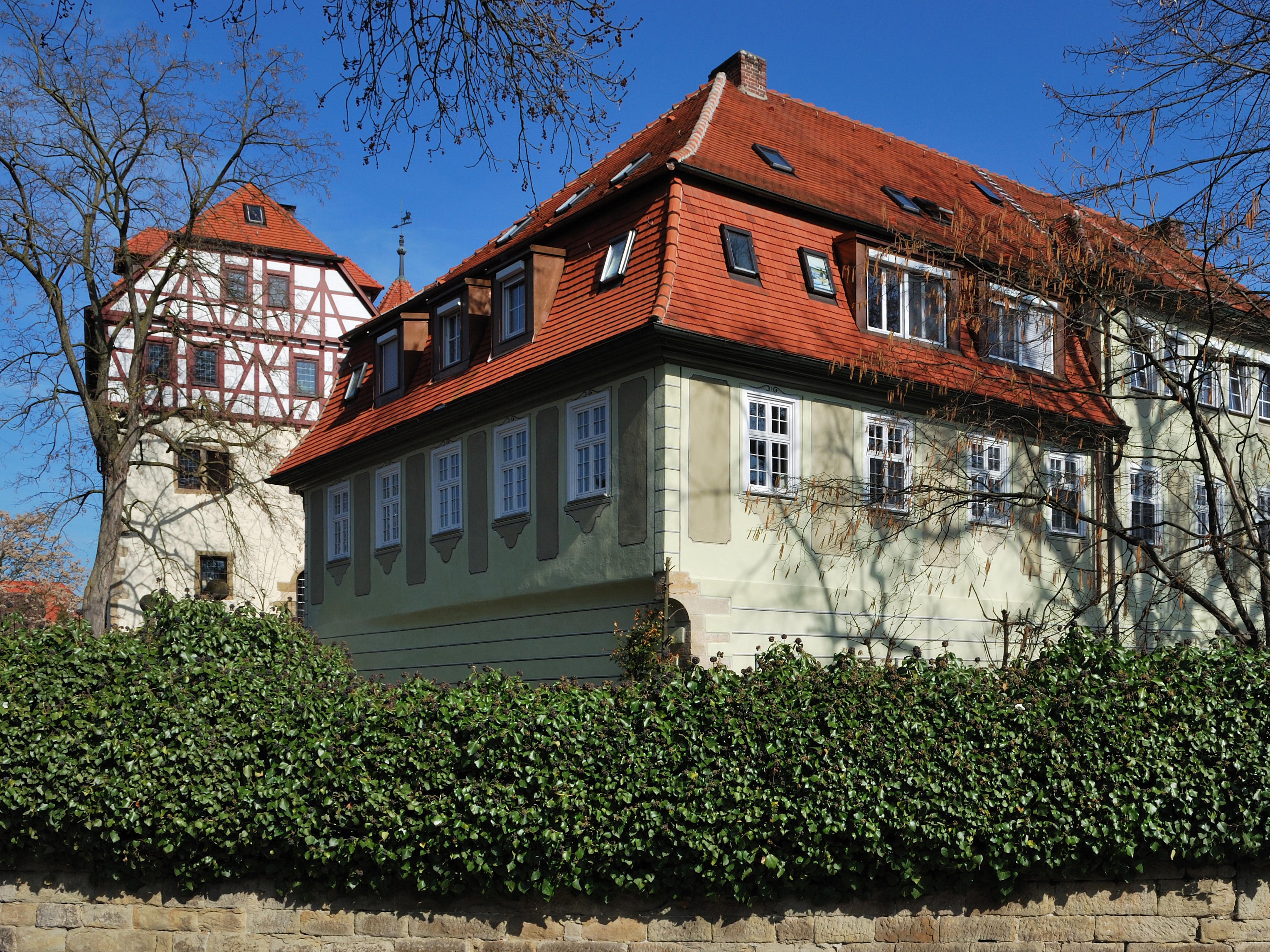
Altes und Neues Schloss in Münchingen

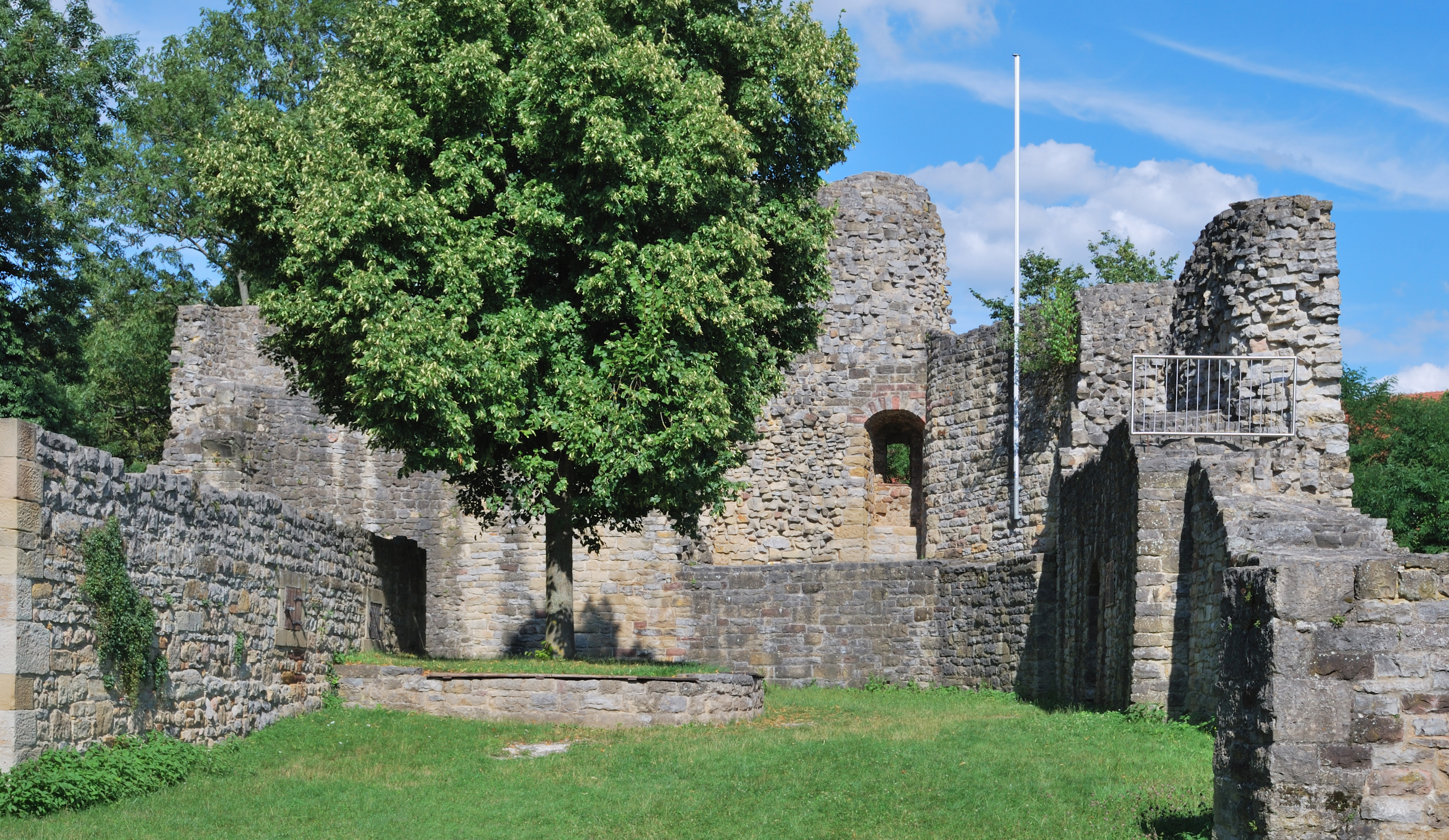
Ruine Nippenburg bei Schwieberdingen

### Wirtschaft und Besiedlung
Aufgrund seiner fruchtbaren Böden (Parabraunerden aus Löss) und dem milden Klima ist das Strohgäu bekannt für seine ertragreiche Landwirtschaft, insbesondere für Getreide- und Zuckerrübenanbau. Dennoch ist die Zahl der landwirtschaftlichen Betriebe in den letzten fünfzig Jahren drastisch zurückgegangen. Zum einen bedingt durch den landwirtschaftlichen Strukturwandel, zum anderen durch die zunehmende Flächenkonkurrenz im Verdichtungsraum Stuttgart. Wegen der unmittelbaren Nähe eines großen Absatzmarktes haben sich auf dem Langen Feld viele Landwirte auf Sonderkulturen bzw. Gemüse- und Obstbau spezialisiert und sich zahlreiche Gärtnereien und Baumschulen niedergelassen. Auffällig ist auch die starke Zunahme von Mais, der nicht nur zur Viehfütterung, sondern zunehmend auch für Biogasanlagen genutzt wird. Auf dem Grünen Heiner bei Korntal-Münchingen und bei Ingersheim wurden weithin sichtbare Windkraftanlagen installiert.
Im Strohgäu haben sich seit der im 19. Jahrhundert einsetzenden Industrialisierung viele Unternehmen angesiedelt. Anfangs war die Textilbranche stark vertreten. Inzwischen wurde diese fast restlos ersetzt – insbesondere von Maschinenbauern und Autozulieferern. Flächenknappheit und steigende Bodenpreise in Stuttgart haben viele Unternehmen zur Verlagerung von Produktionsstätten oder zur kompletten Umsiedlung ins Strohgäu bewogen. Bevorzugte Standorte waren vor allem die in der Nähe der Bundesautobahnen 81 und 8 sowie der Bundesstraßen 10, 27 und 295 gelegenen Gemeinden. Neben der Industrie zog es auch viele Stadtflüchtige ins Strohgäu, die zu wachsenden Pendlerströmen führten. Die hohe Stauhäufigkeit machte die Stuttgarter S-Bahn zu einem bedeutenden Standortfaktor, der auch maßgeblichen Einfluss auf die Bevölkerungsentwicklung der angeschlossenen Kommunen hat. So verzeichneten ehemalige „Amtsflecken“ wie Ditzingen oder Tamm seit den siebziger Jahren ein stürmisches Wachstum, während die einstige „Strohgäu-Kapitale“ Markgröningen ohne Bahnanschluss eher stagniert.
Etliche Firmen, Parteien und andere Körperschaften haben die Bezeichnung „Strohgäu“ aus Verbundenheit zur Gegend in ihren Namen aufgenommen.

## Sehenswürdigkeiten
Siehe auch: Liste der Orte im Strohgäu mit abgegangenen Siedlungen und Sehenswertem

### Burgen und Schlösser
- Festung Hohenasperg auf dem Asperg
- Schloss Leonberg mit Pomeranzengarten
- Hemminger Schloss (heute Rathaus)
- Altes und Neues Schloss in Münchingen
- Residenzschloss Ludwigsburg und Schloss Favorite in Ludwigsburg
- Seeschloss Monrepos bei Eglosheim
- Schloss Nippenburg mit Burgruine (1160) bei Schwieberdingen
- Burg und Schloss Unterriexingen

### Burgruinen und abgegangene Burgen
- Abgegangene Reichsburg und Residenzschloss Grüningen, heute Helene-Lange-Gymnasium in Markgröningen
- Burgruine bei Hoheneck
- Burgstall Remminger Schlössle oberhalb der Wüstung Remmigheim im Rotenacker
- Burgruine Altsachsenheim oberhalb Untermbergs
- Burgruine Dischingen und abgegangene Burg Altdischingen bei Weilimdorf

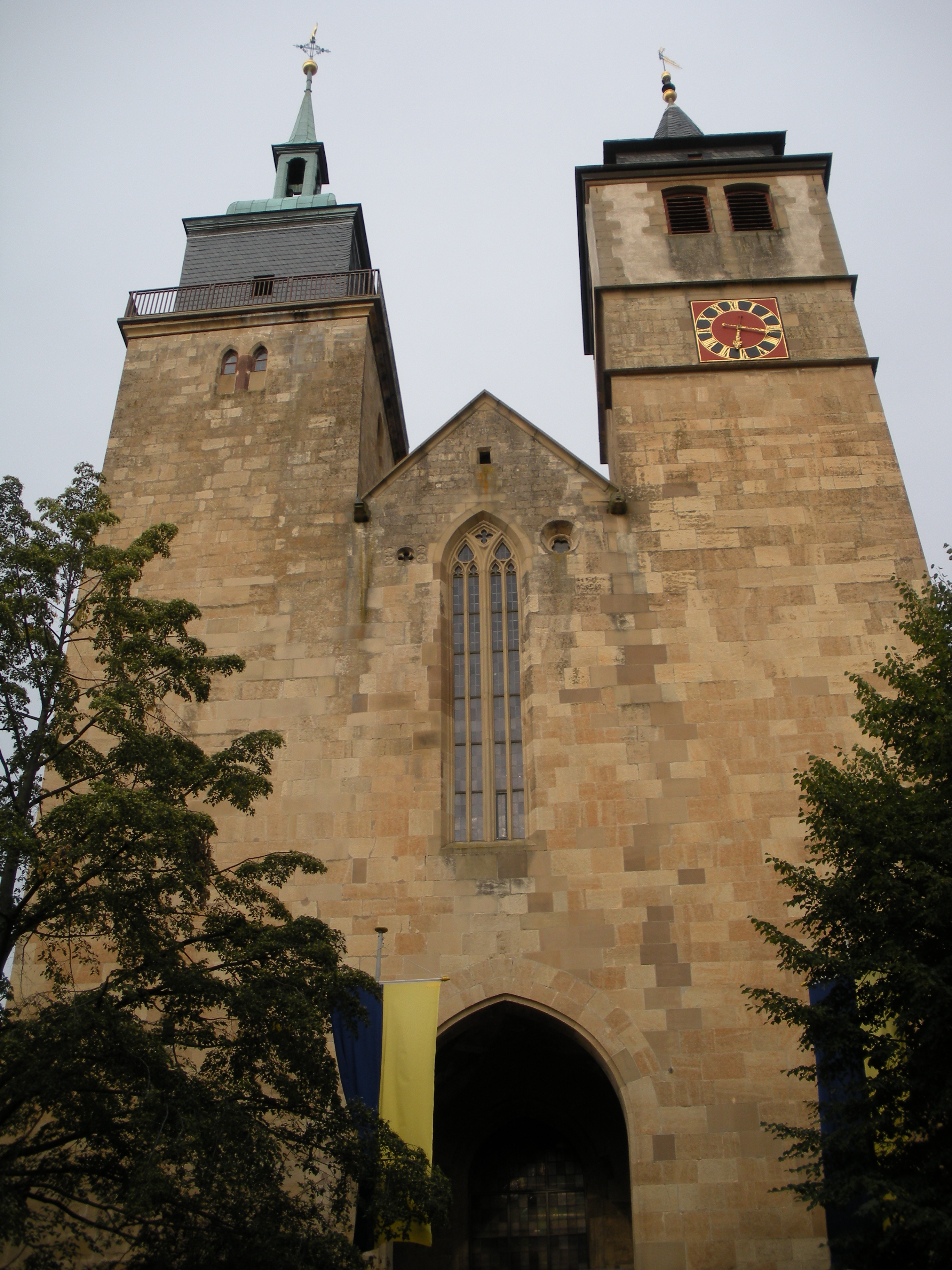
Der „Strohgäu-Dom“ war einst Mittelpunkt des sakralen Landkapitels

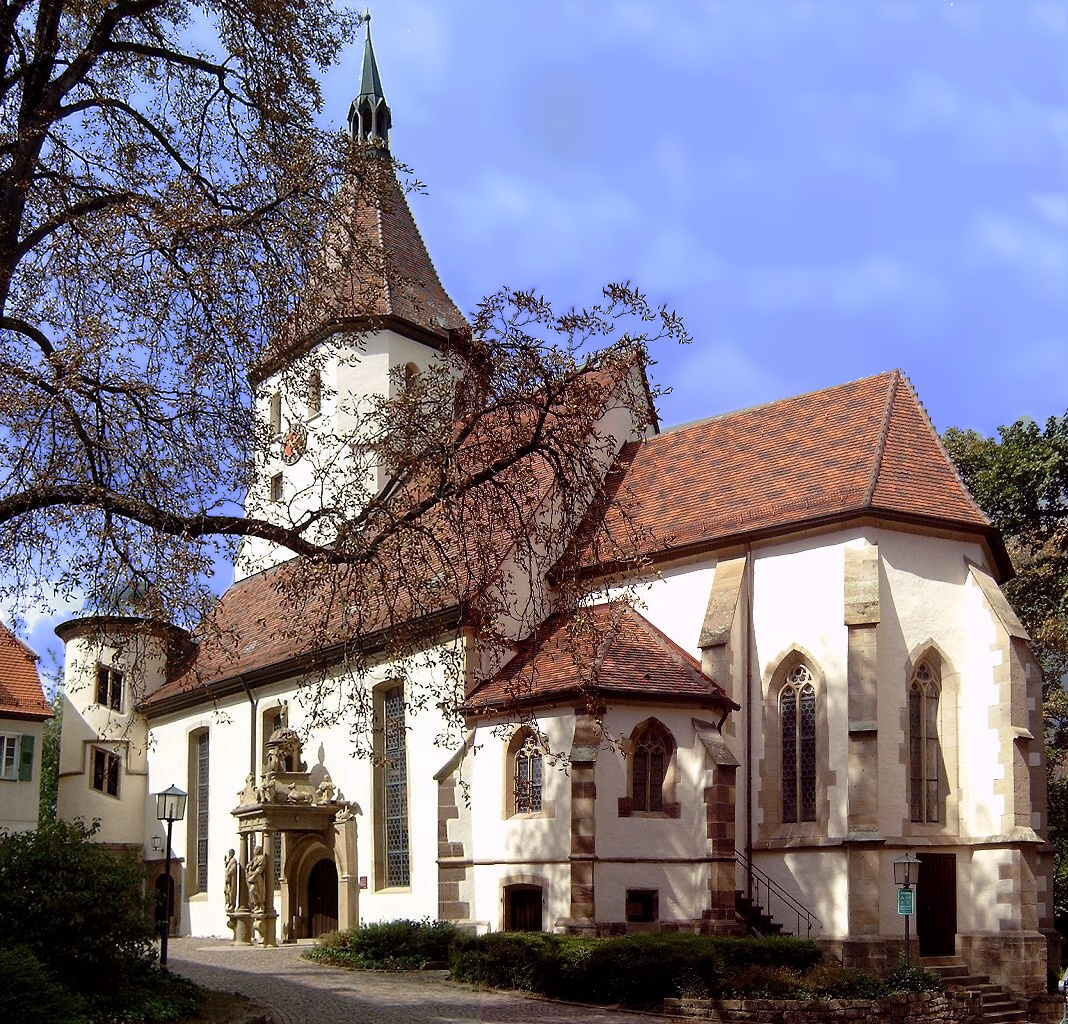
Hemminger Laurentiuskirche

### Kirchen und Klöster
Das Strohgäu wurde im 16. Jahrhundert protestantisch; die mittelalterlichen Kirchen wurden der neuen Konfession angepasst. Sie gehören heute alle zur Evangelischen Landeskirche Württemberg. Der Großteil der hier ansässigen Katholiken kam erst nach dem Zweiten Weltkrieg ins Strohgäu. Vielfältig sind auch die zahlreichen anderen Religionsgemeinden, unter anderem die evangelisch-methodistische, die Neuapostolische Kirche und die Freikirchen.
- Michaelskirche in Asperg
- Peterskirche und Stadtkirche in Bietigheim
- Kilianskirche in Bissingen
- Konstanzer (um 1470) und Speyrer Kirche (1347) in Ditzingen
- Katharinenkirche in Eglosheim
- Petruskirche in Gerlingen (1275)
- St.-Peter-und-Paul-Kirche in Heimerdingen
- Laurentiuskirche in Hemmingen
- Michaelskirche in Hochdorf
- Wolfgangskirche in Hoheneck
- Martinskirche in Kornwestheim
- Stadtkirche in Leonberg
- Stadtkirche (erbaut 1718–26) und Dreieinigkeitskirche (erbaut 1721–1727) am Ludwigsburger Marktplatz
- Friedenskirche in Ludwigsburg
- Bartholomäuskirche in Markgröningen (13. bis 15. Jahrhundert)
- Heilig-Geist-Spital und Spitalkirche in Markgröningen (13. bis 15. Jahrhundert)
- Pankratiuskirche in Möglingen
- Johanneskirche in Münchingen
- Pfarrkirche St. Januarius in Oßweil
- Sankt-Ulrichs-Kirche in Pflugfelden (1903)
- Georgskirche in Schwieberdingen
- Johanneskirche in Stammheim
- Bartholomäuskirche in Tamm
- Frauenkirche und Pfarrkirche in Unterriexingen

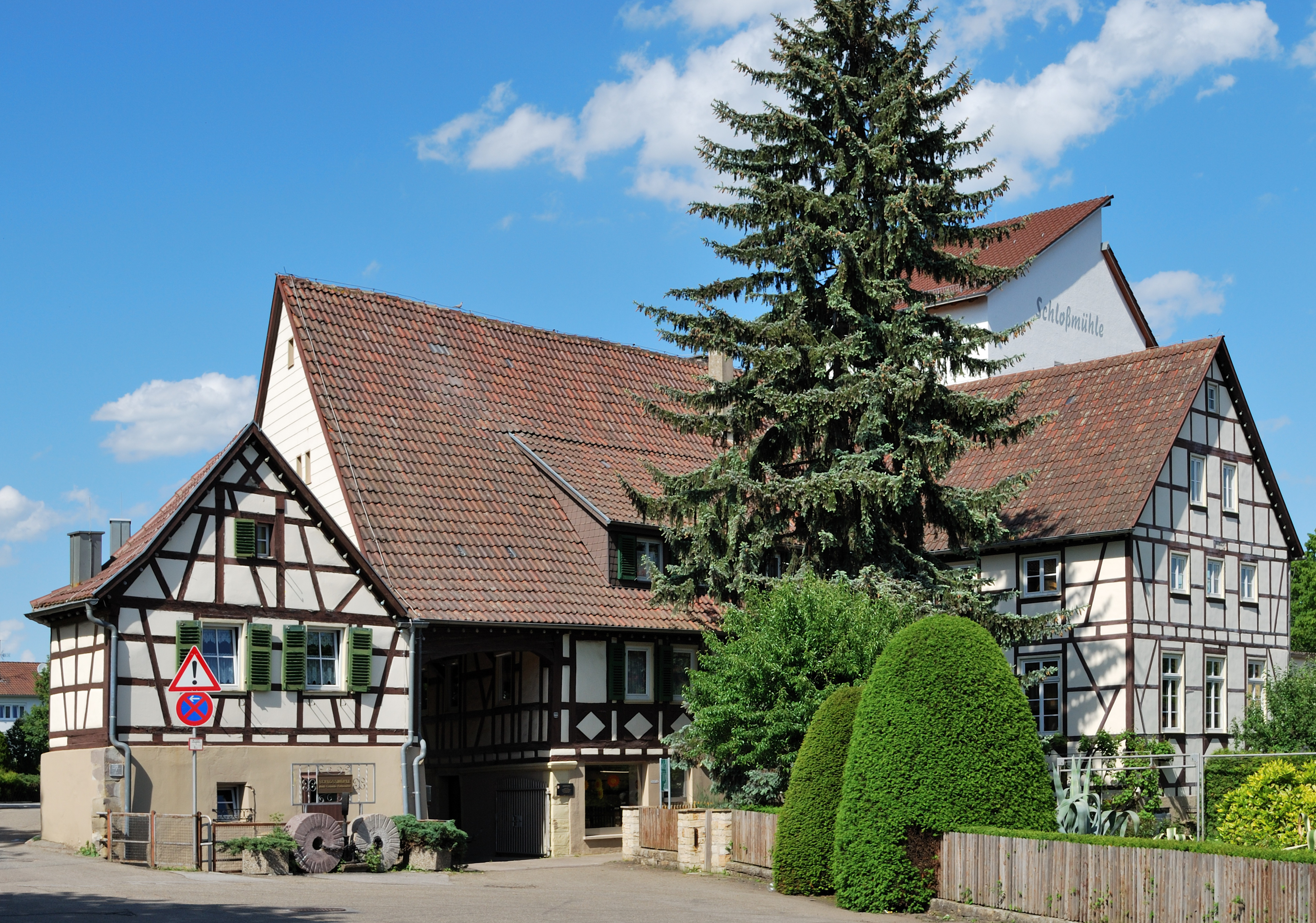
Schlossmühle in Ditzingen

- Oswaldkirche in Weilimdorf (1472)

### Glemsmühlen
Die Glems war gesäumt von zahlreichen Mühlen. Neben Getreidemühlen wurden zeitweise Lohmühlen, Walkmühlen, Ölmühlen, Hanfreiben, Sägmühlen, eine Hammerschmiede, eine Papiermühle und eine Pulvermühle mit Wasserkraft betrieben. Der ausgeschilderte Glemsmühlen-Radwanderweg führt 40 Kilometer lang durchs Tal. An 19 berührten Mühlen informieren Tafeln über Geschichtliches und das ehedem sehr bedeutsame Müllerhandwerk.

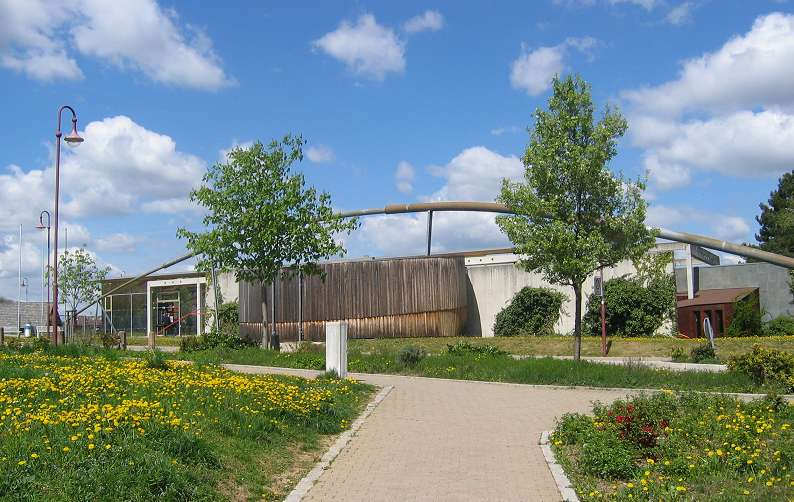
Keltenmuseum Hochdorf

Siehe auch: Liste der Glemsmühlen

### Museen
- Museum Hohenasperg – ein deutsches Gefängnis
- Feuerwehrmuseum und Weinbaumuseum in Asperg
- Bauernhausmuseum in Gebersheim
- Museum der Deutschen aus Ungarn in Gerlingen
- Keltenmuseum Hochdorf
- Museum im Wimpelinhof in Markgröningen
- Porsche-Museum in Zuffenhausen
- Schulmuseum in Kornwestheim

Darüber hinaus gibt es in vielen Städten und Gemeinden ein Orts-, Natur- oder Heimatmuseum.

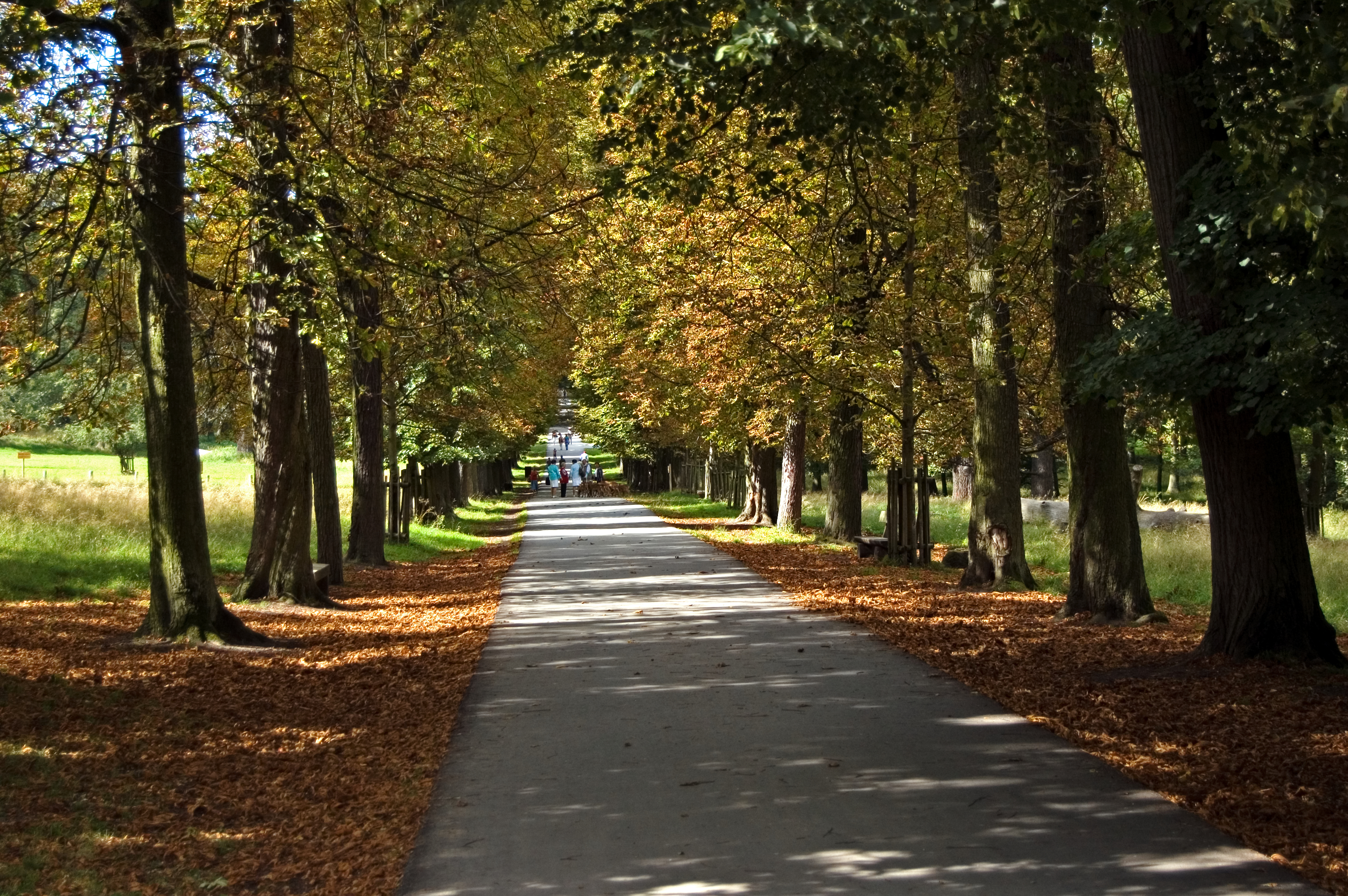
NSG Favoritepark

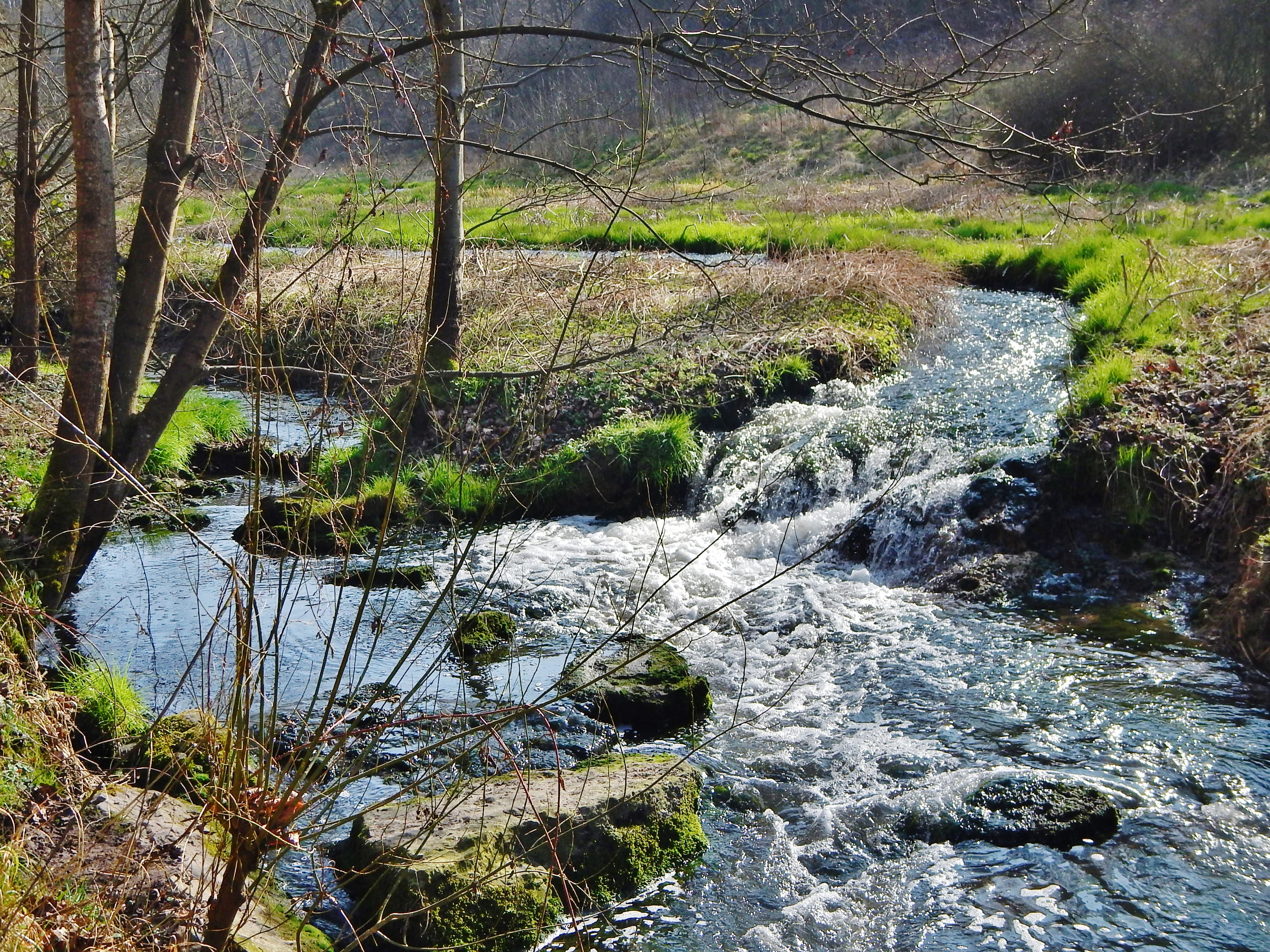
NSG Leudelsbachtal

### Naturschutzgebiete
- NSG Favoritepark
- NSG Greutterwald
- NSG Leudelsbachtal nördlich von Markgröningen